# The Blossoms
The Blossoms, son un grupo femenino de pop soul formado por Darlene Love, Fanita James, Jean King, Gloria Jones, Nanette Williams y Annette Williams, a lo largo de su existencia. El grupo se creó en el Fremont High School de Los Ángeles en 1954 bajo el nombre de The Dreamers. En un principio estaba formado por las hermanas Nanette Williams y Annette Williams, Fanita James, y Gloria Jones. Ese mismo año hicieron las primeras grabaciones de singles del grupo con la discográfica Flair Records. En 1957, Nanette Williams fue reemplazada por Darlene Wright, que muy poco después tomaría el nombre de Darlene Love. A partir de esta época hicieron mucho trabajo de estudio para ellas y otros. Fanita James y Darlene Love eran miembros de la banda de estudio del productor Phil Spector, llamada Bob B. Soxx and the Blue Jeans. Darlene Love grabó algunos temas en solitario bajo la producción de Phil Spector, y también como miembro de The Crystals. En 1961 entraron por primera vez en las listas de pop, con el sencillo "Son-In-Law". Después de esto el grupo pasó a ser un trío formado por Darlene Love, Jean King y Fanita James. En 1965 hicieron los coros del programa de televisión Shinding. En 1967 entraron en las listas de R&B con el tema "Good, Good Lovin'". El grupo varió su formación algunas veces más, y pasaron por distintas discográficas; hasta que en 1972 grabaron su último álbum "Shockwave". A lo largo de casi dos décadas hicieron coros a artistas de la talla de Fats Domino (en 1968 y 2004), Don Ellis (en 1969), Elvis Presley (en 1968 y 1969), Tom Jones (en 1971), Nancy Sinatra (en 1986 y 2002), Jefferson Airplane (1992)...
- Datos: Q5408705
- Multimedia: The Blossoms / Q5408705